# Дамен, Оливер
Оливер Дамен (нидерл. Oliver Daemen; род. 20 августа 2002) — нидерландский студент, совершивший 20 июля 2021 года суборбитальный космический полёт на корабле New Shepard американской компании Blue Origin. На момент полёта Дамену было 18 лет, что сделало его самым молодым человеком, побывавшем в космосе.

## Биография

### Ранние годы
Оливер — сын генерального директора хедж-фонда Somerset Capital Partners Йоэса Дамена. Он окончил школу в 2020 году и взял годичный перерыв (gap-year), прежде чем продолжить обучение. За это время он получил лётную лицензию. Ожидается, что с сентября 2021 года Дамен начнёт изучать физику в Утрехтском университете.

### Blue Origin NS-16
15 июля 2021 года, за 5 дней до планируемого старта, было объявлено, что 18-летний Оливер Дамен отправится в космос на корабле New Shepard американской компании Blue Origin и станет первым коммерческим клиентом компании. Он занял место победителя аукциона, который пожелал остаться неизвестным и отказался от полёта из-за несовпадения расписания. Вместе с Даменом в космос отправились основатель Blue Origin Джефф Безос, его младший брат Марк Безос и 82-летняя американская лётчица Уолли Фанк.
Полёт состоялся 20 июля и продлился чуть больше 10 минут, в ходе которых капсула с пассажирами на борту пересекла линию Кармана, считающуюся границей между атмосферой Земли и космосом, и успешно приземлилась при помощи парашютов на территории Техаса. Совершив полёт в возрасте 18 лет, Дамен стал самым молодым человеком в космосе и побил рекорд, установленный в 1961 году Германом Титовым (25 лет и 330 дней на момент старта). При этом Дамен не получил права на звание астронавта в США.